# Guillermo Barbieri
Guillermo Barbieri (Buenos Aires; 25 de septiembre de 1894-Medellín, 24 de junio de 1935) fue un compositor y cantante argentino y uno de los guitarristas del famoso cantante Carlos Gardel.

## Biografía
Guillermo Desiderio Barbieri desarrolló su vocación por la guitarra desde muy joven heredada por su padre, Tristán Barbieri, un aficionado a la guitarra. A los diecisiete años decidió casarse con Rosario Acosta quien tuvo cinco hijos: María Esther, Carmen Luz, Marta Adela, Guillermo Oscar y Alfredo Barbieri (del cual fue padrino Gardel). Fue abuelo de la comediante y actriz Carmen Barbieri y bisabuelo del actor Federico Bal.

## Carrera profesional
En la segunda década del siglo XX se había unido a un trío con Félix Rodríguez en el bandoneón y Pedro Vallarino en el violín. Se presentaron en serenatas y bautizos durante sus estadías en los barrios de la ciudad. Tocó desde 1916 con su socio por aquel entonces, Luciano Gardelli, apodado "El Tanito". El 1 de enero del 1921 debutó con el dúo Gardelli- Barbieri en el Teatro Español.

### Etapa junto a Gardel
En una entrevista para la revista uruguaya "Cancionera" comentó que conoció a Carlos Gardel y a José Razzano en una fiesta realizada en Bajo Belgrano. Dijo: 

"Cuando la fiesta terminó dijimos adiós cada uno y me dijeron que tenían que hablar conmigo después. Al día siguiente, Razzano se presentó en el "Teatro Esmeralda" (hoy Teatro Maipo) donde yo trabajaba, me habló, llegamos a un acuerdo y desde entonces tengo mi asiento. Fue en el año 1919. El próximo 8 de febrero voy a cumplir 14 años como guitarrista para el "Mago" (Gardel)"
Guillermo Barbieri

El tango Los ruiseñores fue la primera pieza compuesta por Barbieri. Se comprometió a usarla en 1921 en una versión para la orquesta de Roberto Firpo. Por primera vez se presentó en Montevideo junto a José Ricardo en guitarra, acompañando al dúo Gardel-Razzano cerca del final de ese año, en el Teatro Artigas el 6 de diciembre.
Barbieri trabajó ininterrumpidamente con el dúo Gardel-Razzano hasta el momento en el que se disolvió a finales de 1925, así que se quedó en Buenos Aires, mientras que Carlos Gardel viajó a Europa con José Ricardo. Sin embargo, en el viaje anterior a España, hecho en noviembre de 1923 con la Compañía Rivera-De Rosas, Guillermo Barbieri fue incluido.
Cuando Gardel regresó de Europa en la década de 1926, Guillermo Barbieri inmediatamente se unió de nuevo al grupo y realiza giras por Europa hasta octubre de 1931, cuando "El zorzal" viajó otra vez, solo.

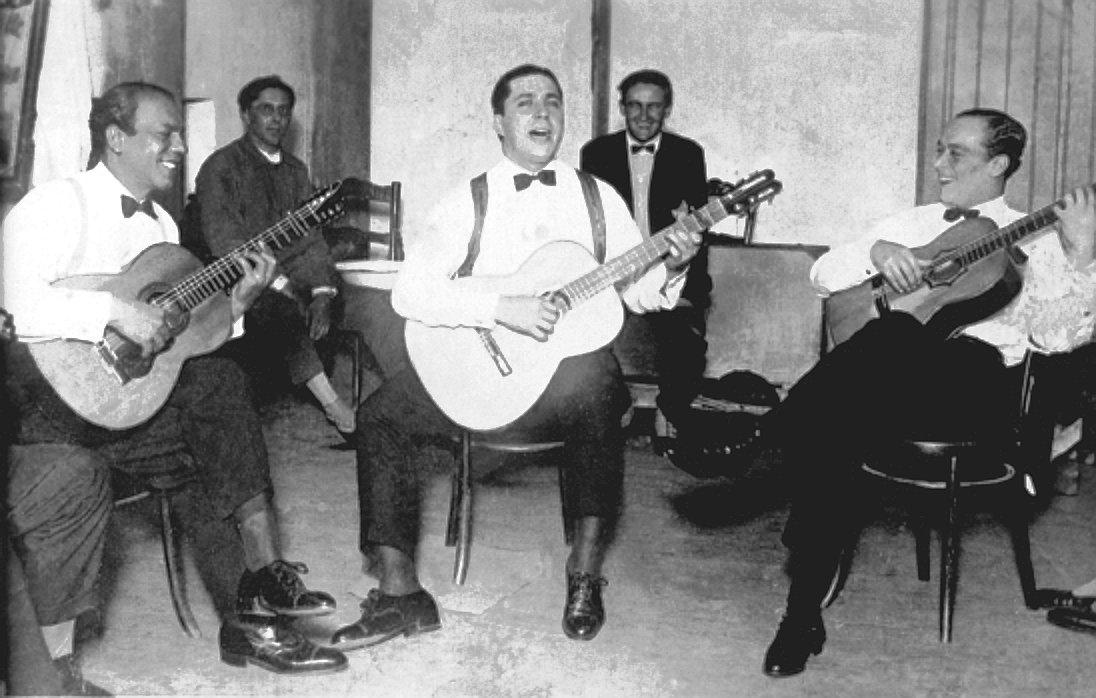
Carlos Gardel (centro) junto a José Ricardo (izquierda) y Guillermo Barbieri (derecha).

En Buenos Aires Gardel reorganizó su acompañamiento, armó un cuarteto con Horacio Pettorossi, Guillermo Barbieri, Ángel Domingo Riverol y Julio Vivas. Era 1933 y fue la última aparición de Gardel en el Río de la Plata. En su viaje hacia el norte Barbieri, Riverol y José María Aguilar se embarcaron en la avioneta la "Panamericana"  el 12 de enero de 1935.
En una entrevista sobre su relación con Gardel llegó a expresar:

"En mi larga actuación a su lado, debo expresar que siempre he sentido la más profunda admiración por él, nunca llegué a tutearlo a pesar de haber corrido juntos más de una garufa juntos. La nuca de Gardel me habla cuando canta, es tanto el conocimiento que tengo de Carlos, que cuando canta le conozco el significado del menor de sus movimientos y a cada inclinación de su cabeza es el secreto de un lenguaje que sólo yo sé comprender."

### Cine y radio

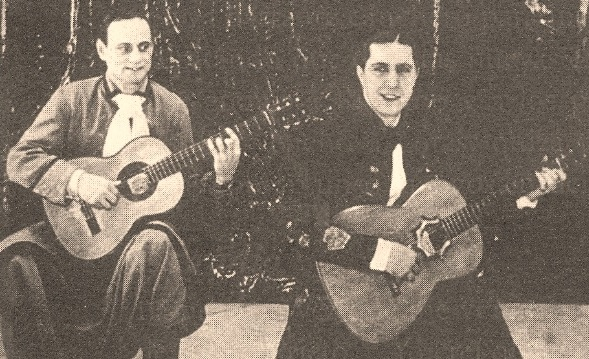
Barbieri junto a Carlos Gardel en los años 1930.

Las apariciones de Barbieri en la cinematografía, las hizo al lado de Carlos Gardel a quien acompañó musicalmente en estas cintas:
- Mano a mano
- Canchero (película)
- Enfundá la mandolina (película)
- Yira, yira
- Tengo miedo (película)
- Padrino pelao (película)
- El quinielero
- Añoranzas
- El carretero (película)
- Luces de Buenos Aires (canta la chacarera La sufrida y El rosal[2])

Entre el 21 de octubre y el 4 de diciembre del mismo año también lo acompañarán por Radio Splendid y Rivadavia en el programa La hora Geniol, donde tendrán oportunidad de interpretar algunos temas instrumentales.

### Composiciones
Barbieri, además de ser un talentoso guitarrista, fue un reconocido compositor de música popular argentina, tango sobre todo. Muchas de sus composiciones fueron interpretadas por Carlos Gardel.
- Anclao en París
- Viejo barrio
- Incurable
- La novia ausente
- Besos que matan
- Cruz de palo
- Lobo de mar
- Dicha pasada
- La novia ausente
- El que atrasó el reloj
- Preparate p'al domingo
- Pobre Amigo
- Pordioseros
- Mi ranchito
- Quejas del alma
- Recordándote
- Resignate hermano
- Se llama mujer
- Tierra hermana
- Tus violetas
- Fumar viejo
- Los valses
- Que lindo es el shimmy
- Mi manta pampa
- Rosa de otoño
- Alicia
- Tu vieja ventana
- Viejo smoking

## Fallecimiento
Guillermo Barbieri murió a causa del accidente aéreo del 24 de junio de 1935 en Medellín, en el que murieron Carlos Gardel y Alfredo Le Pera, mientras realizaban una gira por América Latina.
En 2012 Guillermo Barbieri fue recordado en un episodio especial del espacio televisivo argentino Crónica TV, titulado La tragedia de los famosos, dedicado a Carlos Gardel.